# Кашенки
Кашенки  — деревня в Дзержинском районе Калужской области России. Административный центр сельского поселения «Деревня Редькино».
Кашенкин луг — от этого названия образовалось название реки Каше(и)нка.  Каша — прозвищное имя, название реки Кашинка у города Кашин  возможно угро-финского происхождения

## География
Расположена  на берегах реки Суходрев. Рядом — Меленки и Юдинки.

## Население
| 2002 | 2010 |
| ---- | ---- |
| 3    | ↗4   |

## История
В 1782 году  деревня Кашинково села Карамышево Медынского уезда, графини Екатерины Ивановной Разумовской, на правом берегу реки Суходровки.